# Пикуй
Пикуй (укр. Пікуй) — наивысшая вершина (1408,3 м) Верховинского Вододельного хребта и всей полосы Бещад, расположенная на границе Львовской и Закарпатской областей Украины.
Поверхность горы конусообразна, асимметричная. Северо-восточный склон Пикуя — пологий, юго-западный — крутой. Гора служит водоразделом между бассейнами рек Стрый и Латорица. Склоны покрыты буковым лесом. Здесь расположен заказник государственного значения «Пикуй» и одноимённая турбаза в посёлке Беласовица.
От посёлка до вершины горы самая интересная и короткая тропа, около 10 км.
Благодаря значительной относительной высоте для вершины Пикуя характерно наличие субальпийского пояса растительности. Верхняя граница леса здесь проходит на высоте 1200—1250 м н.у.м. Это позволяет туристам на коротком отрезке маршрута познакомиться с ландшафтами и своеобразной флорой (на вершине растут редкие виды растений). Вершина украшена живописными скалами и отвесными обрывами. С северо-запада к вершине примыкает Букусская Полонина (укр. Букуська Полонина, пол. Bukiszka Połonina).
С горы открываются красивые пейзажи Верховины, Бескидов и полонины Руны на Закарпатье. На вершину этой горы поднимался Иван Франко. Вершина горы с северной стороны окружена гигантским каменным валом, разделённым посередине, откуда берёт начало горный поток с холодной водой.
Мимо горы Пикуй проходит перевал Русский Путь (из Самбора-Турки до Воловца). Этим безопасным путём пользовались для своих походов великие князья. Король Данило Галицкий Русским Путём шёл походом 1269 г. У Верхней Высоцкой есть поток под названием Данчин. По преданию, здесь князь Данила, которого в народе называли Дань, остановился передохнуть и освежиться целебной карпатской водой.
Неоднократно по этому пути со своим войском совершал походы сын Даниила король Лев Данилович. В 1250 году он женился на дочери венгерского короля Белы IV Констанции. Очевидно, тогда, как бы скрепляя свою верность к любимой, он оставил свою надпись на камне на вершине горы Пикуй. Также древний польский историк Ян Длугош утверждает, что князь Лев на самом верху г. Пикуй поставил каменный столб с русской надписью, который значил границу его владений.
В 1258 году Русским Путём князь Лев шёл походом, чтобы присоединить к своему государству Закарпатье.
Конус горы увенчан каменным четырёхметровым четырёхгранным столбом, который построили жители с. Гусный в 1935 году в честь первого президента Чехословакии Томаша Масарика. В то время Закарпатье находилось в составе Чехословакии, а посередине горы Пикуй и по Верховинскому водораздельному хребту проходила государственная граница между Польшей и Чехословакией.
Пикуй — район зимнего и летнего туризма.